# Grigor Kamona
Grigor Kamona was van 1216 tot 1236 heerser van het vorstendom Arbër in het huidige Albanië. Door zijn heerschappij kwam er een einde aan de Progoni-dynastie, die vanaf 1190 tot 1216 over het vorstendom heersten.
Grigor versterkte de binding tussen de staat en de oosters-orthodoxe kerk en onderhield goede relaties met Servië waarna hij huwde met de Servische prinses Komnena Nemanjić. Komnena was weduwe geworden na de dood van haar gemaal Dhimitër Progoni, waarna zij - tot haar huwelijk met Grigor - de heerschappij over het vorstendom Arbër kreeg. Grigor en Komnena kregen uit hun huwelijk een dochter die zou trouwen met de edelman Golem, de laatste heerser van het vorstendom Arbër.